# Neptis subspecifica
Neptis subspecifica är en fjärilsart som beskrevs av Felix Bryk 1946. Neptis subspecifica ingår i släktet Neptis och familjen praktfjärilar. Inga underarter finns listade i Catalogue of Life.